# Новобейсугское сельское поселение
Новобейсугское сельское поселение — муниципальное образование в Выселковском районе Краснодарского края России.
В рамках административно-территориального устройства Краснодарского края ему соответствует Новобейсугский сельский округ.
Административный центр  и единственный населённый пункт — станица Новобейсугская.

## Население
| 2010  | 2012  | 2013  | 2014  | 2015  | 2016  | 2017  |
| ----- | ----- | ----- | ----- | ----- | ----- | ----- |
| 3428  | ↘3427 | ↘3413 | ↗3418 | ↘3398 | ↗3411 | ↘3372 |
| 2018  | 2019  | 2020  | 2021  | 2023  |       |       |
| ↗3386 | ↗3387 | ↘3359 | ↘2746 | ↘2712 |       |       |